# تئاتر ویکتوریا پالاس
تئاتر ویکتوریا پالاس (انگلیسی: Victoria Palace Theatre) یک سالن نمایش در لندن، انگلستان است.
این سالن تئاتر که در خیابان ویکتوریا قرار دارد در سال ۱۹۱۱ میلادی تأسیس شده و جزئی از تئاتر وست اند محسوب می‌شود. تئاتر ویکتوریا پالاس دارای ۱۵۵۰ نفر ظرفیت می‌باشد.

## نگارخانه

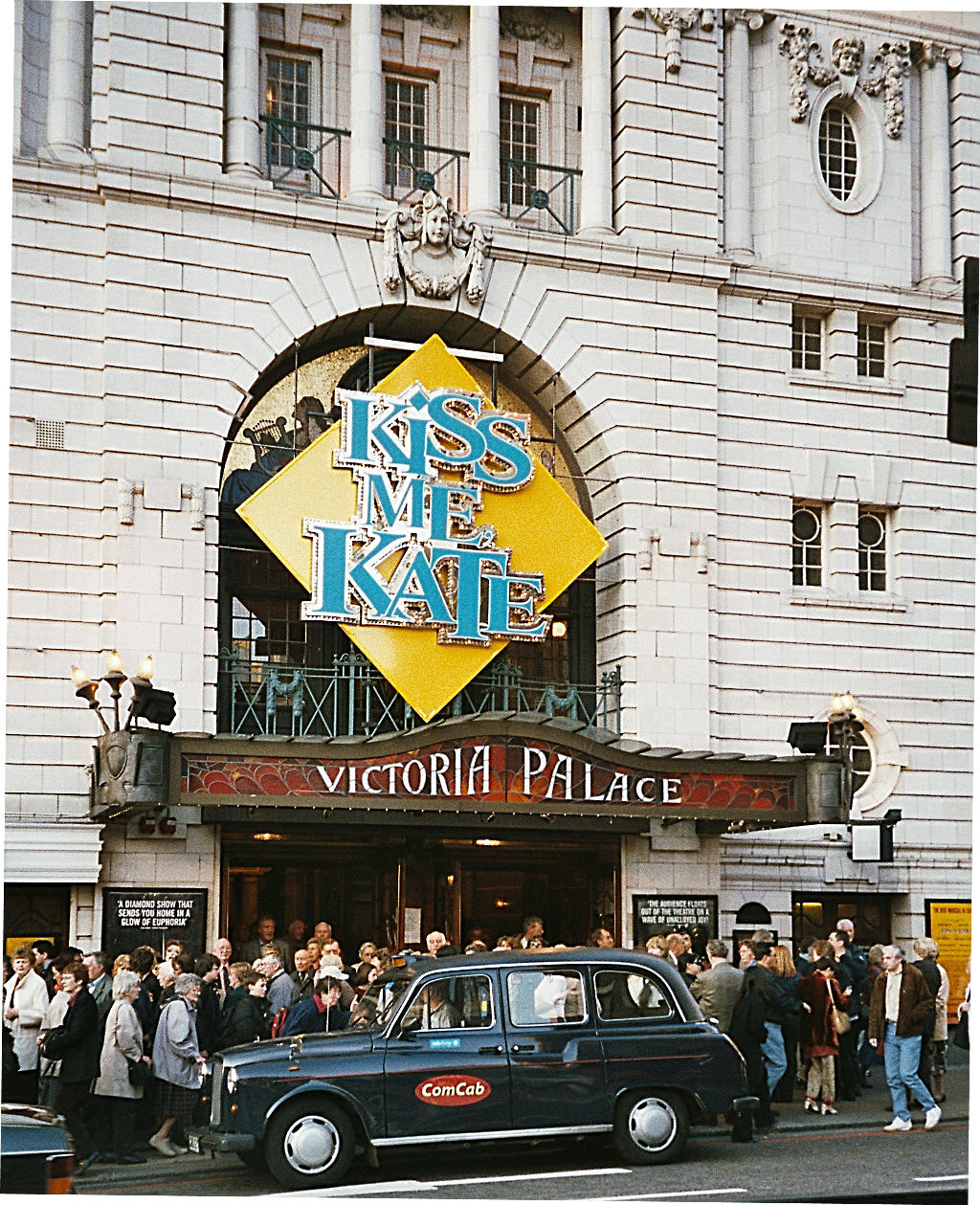
۱۹۴۸
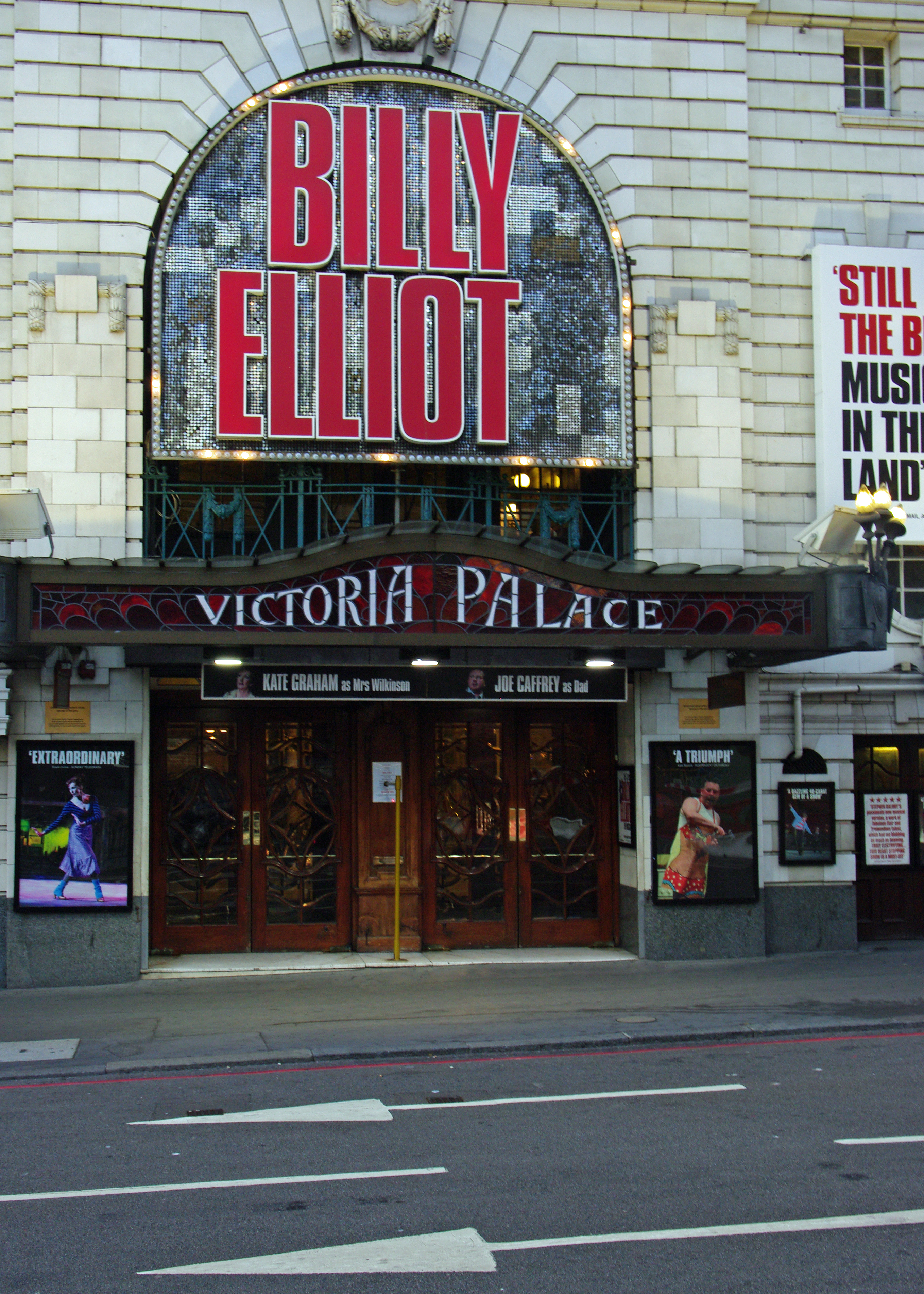
۲۰۰۹